# 迪爾恩滕
迪尔恩滕（德語：Dürnten）是瑞士联邦苏黎世州欣维尔区的市镇。该市镇面积为10.22平方千米，海拔高度511米，2018年12月31日人口数为7,636。